# Creagrutus occidaneus
Creagrutus occidaneus är en fiskart som beskrevs av Richard P. Vari och Edgar von Harold 2001. Creagrutus occidaneus ingår i släktet Creagrutus och familjen Characidae. Inga underarter finns listade i Catalogue of Life.